# 파 앤드 어웨이
《파 앤드 어웨이》(영어: Far and Away)는 미국에서 제작된 론 하워드 감독의 1992년 서사 서부 로맨틱 모험 드라마 영화이다. 톰 크루즈, 니콜 키드먼 등이 출연하였고, 브라이언 그레이저 등이 제작에 참여하였다.
1992년 제45회 칸 영화제 비경쟁 부문에서 상영되었다.

## 출연진
- 톰 크루즈
- 니콜 키드먼
- 토머스 깁슨
- 로버트 프로스키
- 바버라 배브콕
- 시릴 큐색
- 콜름 미니
- 미셸 존슨
- 클린트 하워드
- 랜스 하워드
- 니얼 토빈

## 기타 제작진
- 공동 제작: 래리 더웨이, 밥 돌먼
- 배역: 캐런 리아, 로스 허버드, 존 허버드
- 미술: 앨런 캐머런, 잭 T. 콜리스
- 의상: 조애나 존스턴

## 같이 보기
- 랜드런(영어판)
- 오자크